# Toni Rodríguez
Antoni Rodríguez Pujol (Barcelona, 5 de març de 1946) és un periodista català.
Llicenciat en Dret a la Universitat de Barcelona (1969) i en Periodisme a la Escuela Oficial de Periodismo de Barcelona (1972). Va realitzar cursos de postgrau en Dret Internacional i Dret Comparat a la Facultat de Dret de la Universitat d'Estrasburg (Alsàcia, França) entre els anys 1970 i 1973.
Ha estat cap de la secció Catalunya política a El Correo Catalán (1976 - 1979), i cap d'informació política als informatius Miramar i Crònica del Circuit Català de TVE entre el 1977 i el 1980.
També ha estat director i presentador del programa "Parlament" al Circuit Català de TVE entre el 1980 i el 1984.
Fou organitzador i secretari del Jurat de les "Millors Iniciatives Empresarials de l'Any", convocat per El Periódico de Catalunya, des del 1980 fins al 1999 i assessor de premsa de la Universitat Politècnica de Catalunya, (1979 - 1988).
Ha col·laborat a La Vanguardia, El País, Hoja de Lunes, El Periódico de Catalunya, Diari de Barcelona, Catalunya Ràdio, TVE i altres mitjans de comunicació.
Membre fundador del "Grup Portada de Periodistes Catalans", creat el 1985.
Soci director de relacions amb mitjans de comunicació a "D&D Asociados", (setembre 1988 - novembre 1990).
Actualment és soci director d'InterMèdia Grup de Comunicació , des del novembre del 1990, i membre actiu de la Comissió de Gabinets de Premsa del Col·legi de Periodistes de Catalunya.
Entre els premis que li han estat atorgats al llarg de la seva carrera hi figuren el Premi Ondas i el Ciutat de Barcelona (tots dos col·lectius) pel reportatge Assalt al Banc Central de 1982, produït per TVE, i el Premi de periodisme Ciutat de Barcelona del 1986, atorgat per l'Ajuntament de Barcelona.
El dia 15 de desembre del 2009 va publicar la seva primera novel·la, "Quatre Carpetes Marrons", que va ser presentada a la sala Luz de Gas de Barcelona pel periodista Màrius Carol i l'empresari Ferran Soriano i també va ser presentada a Girona, Palma i Banyalbufar. El 13 de desembre del 2012, tres anys més tard, es va presentar "La cinquena carpeta", que publicà l'editorial La Magrana (RBA). Aquesta segona part va ser presentada a La Casa del Llibre de Barcelona pels periodistes Mònica Terribas, Josep Maria Cadena i Jordi Rourera, també va ser presentada a la llibreria Mater de Vic i aviat es presentarà a Lleida i Girona.